# Sibine ophelians
Sibine ophelians är en fjärilsart som beskrevs av Dyar 1927. Sibine ophelians ingår i släktet Sibine och familjen snigelspinnare. Inga underarter finns listade i Catalogue of Life.